# بارتوش هوزارسکی
بارتوش هوزارسکی (انگلیسی: Bartosz Huzarski؛ زادهٔ ۲۷ اکتبر ۱۹۸۰) دوچرخه‌سوار اهل لهستان است.
از باشگاه‌هایی که در آن بازی کرده‌است می‌توان به بورا–هانسگروهه و ویلیر تریستینا–سله ایتالیا اشاره کرد.